# دفع بالغيبة
دَفْع بالغَيْبَة أو حجة الغيبة تصريح من شخص، يكون مُرتكِبًا مُحتَملاً لجريمة، عن مكان وجوده في وقت ارتكاب جريمة معينة، والتي تكون في مكان آخر غير مكان وقوع الجريمة. يُطلب عادةً من جميع المشتبه بهم المحتملين أثناء تحقيق الشرطة تقديم تفاصيل عن مكان وجودهم خلال الفترة الزمنية ذات الصلة، والتي عادة ما يُؤَكِّدُها أشخاص آخرون حيثما أمكن ذلك أو بطرق أخرى (مثل التحقق من سجلات الهاتف أو إيصالات بطاقات الائتمان، استخدام الدوائر التلفزيونية المغلقة، إلخ. ).
دفعل بالغيبة هي دفاع يقدمه المتهم خلال المحاكمة الجنائية يكون دليلًا على أنه لم يكن بوسعه ارتكاب الجريمة لأنه كان في مكان آخر وقت ارتكاب الجريمة المزعومة.